# Tiger suit
Tiger Suit is het vierde album van singer-songwriter KT Tunstall. In Nederland is het album op 22 oktober 2010 uitgebracht en een week later kwam het voor één week in de albumlijst.

## NederlandseAlbum Top 100
| Positie: | 61 |